# Обратная вероятность
В теории вероятностей, обратная вероятность является устаревшим термином для распределения вероятностей ненаблюдаемой переменной.
Сегодня, проблема определения распределения ненаблюдаемой переменной (любыми методами) называется статистическим выводом, метод обратной вероятности (приписывание распределения вероятностей ненаблюдаемой переменной) называется байесовской вероятностью, "распределение" ненаблюдаемой переменной при условии наблюдаемых данных как функция правдоподобия (которая не является распределением вероятностей), а распределение ненаблюдаемой переменной при условии наблюдаемых данных и априорного распределения называется апостериорным распределением. Развитие терминологии из "обратной вероятности" к "байесовской вероятности" описывает Финберг (2006) . Термин "байесовская", который заменил "обратную вероятность", был на самом деле введен Р.А.Фишером как уничижительный.
Термин "обратная вероятность" появился в статье 1837 года Де Моргана в ссылке на лапласовский метод вероятности (разработанный в статье 1774 года, который Лаплас самостоятельно обнаружил, а затем популяризировал методы Байеса в своей книге 1812 года), хотя сам термин "обратная вероятность" и не встречается в этих статьях.
Обратная вероятность, по-разному интерпретированная, не была доминирующим подходом к статистике вплоть до развития частотного подхода в начале 20 века Р.А.Фишер, Ежи Нейман и Эгон Пирсон. После разработки частотного подхода, термины частотная и байесовская развивались при противопоставлении этих подходов, и получили широкое распространение в 1950-х годах.

## Подробности
В современных условиях для данного распределения вероятностей p(x|θ) наблюдаемой величины х при условии ненаблюдаемой переменной θ, "обратной вероятностью" является апостериорное распределение p(θ|x), которое зависит от функции правдоподобия (инверсии распределения вероятностей) и априорного распределения. Распределение p(x|θ) называется прямой вероятностью. Проблема обратной вероятности (в 18 и 19 веков) была проблемой оценки параметра из данных в экспериментальных науках, особенно в астрономии и биологии. Простым примером служит задача оценки положения звезды на небе (в определенное время на определенную дату) для целей навигации. Учитывая данные наблюдений, следует оценить истинное положение (вероятно усреднением). Эта проблема сейчас могла бы считаться одной из области статистических выводов. Термины "прямая вероятность" и "обратная вероятность" использовались до середины 20-го века, когда термины "функция правдоподобия" и "апостериорное распределение" стали распространенными.